# Дойчешть
Дойчешть, Дойчешті (рум. Doicești) — комуна у повіті Димбовіца в Румунії. До складу комуни входить єдине село Дойчешть.
Комуна розташована на відстані 83 км на північний захід від Бухареста, 9 км на північний захід від Тирговіште, 146 км на північний схід від Крайови, 74 км на південь від Брашова.

## Населення
За даними перепису населення 2002 року у комуні проживали 4788 осіб.
Національний склад населення комуни:
| Національність | Кількість осіб | Відсоток |
| -------------- | -------------- | -------- |
| румуни         | 4775           | 99,7%    |
| цигани         | 10             | 0,2%     |
| угорці         | 1              | < 0,1%   |
| українці       | 1              | < 0,1%   |
| греки          | 1              | < 0,1%   |

Рідною мовою назвали:
| Мова      | Кількість осіб | Відсоток |
| --------- | -------------- | -------- |
| румунська | 4785           | 99,9%    |
| угорська  | 1              | < 0,1%   |
| російська | 1              | < 0,1%   |
| грецька   | 1              | < 0,1%   |

Склад населення комуни за віросповіданням:
| Релігія            | Кількість осіб | Відсоток |
| ------------------ | -------------- | -------- |
| православні        | 4647           | 97,1%    |
| п'ятдесятники      | 64             | 1,3%     |
| лютерани           | 33             | 0,7%     |
| бретрени           | 17             | 0,4%     |
| адвентисти         | 12             | 0,3%     |
| реформати          | 2              | < 0,1%   |
| римо-католики      | 1              | < 0,1%   |
| баптисти           | 1              | < 0,1%   |
| не вказали релігію | 5              | 0,1%     |

## Зовнішні посилання
- Дані про комуну Дойчешть на сайті Ghidul Primăriilor [Архівовано 5 грудня 2009 у Wayback Machine.]